# Фруменков, Георгий Георгиевич
Георгий Георгиевич Фруменков (19 декабря 1919 года, Рогачёв Гомельской области, Белоруссия — 18 августа 1989 года, Архангельск) — советский учёный-историк, ректор Архангельского государственного педагогического института (1962—1980), заслуженный деятель науки РСФСР, Почётный гражданин Архангельска (1984).

## Биография
Окончил Ленинградский педагогический институт им. А.И. Герцена (1941, с отличием).
Участник Великой Отечественной войны, военный корреспондент.
После войны окончил аспирантуру ЛГПИ (1947).
Переехал в Архангельск, поступил на работу в Архангельский педагогический институт, ассистент кафедры истории, старший преподаватель (1948), доцент (1955), декан историко-филологического факультета (1955—1960), профессор кафедры истории СССР (1966). Кандидат исторических наук (1954). Доктор исторических наук (1966).
С 1962 по 1980 год — ректор Архангельского государственного педагогического института. В 1966 году защитил диссертацию «Соловецкий монастырь в XVI—XIX веках как секретная государственная тюрьма и пограничная военная крепость Русского государства» на соискание учёной степени доктора исторических наук
Похоронен в Архангельске на Жаровихинском кладбище.

## Научные интересы
Автор более 200 работ по истории Русского Севера, Соловецкого монастыря, Архангельска, жизни и деятельности М. В. Ломоносова, Ф. И. Шубина, В. В. Крестинина, А. С. Горожанского и др.

## Память

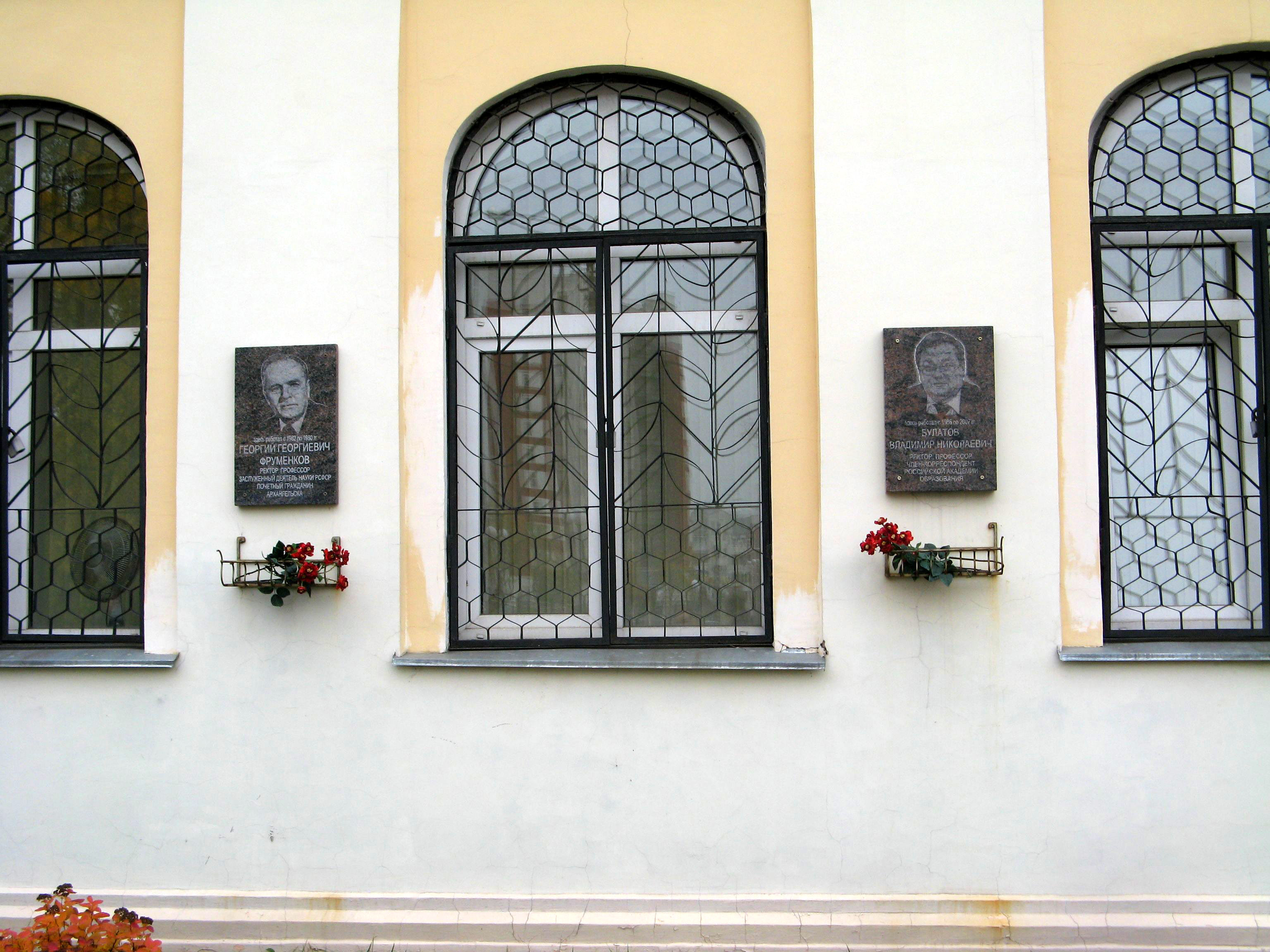
Мемориальная доска в Архангельске

Ежегодно с 1995 года в Поморском государственном университете имени М. В. Ломоносова проводятся Фруменковские чтения.
На здании Северного (Арктического) федерального университета (бывший АГПИ) установлена мемориальная доска (2007)